# Classe Stalwart
Le 18 navi classe Stalwart sono state concepite dalla marina militare statunitense come un sistema mobile per integrare il SOSUS (la rete di apparati di ascolto subacqueo installata durante la Guerra Fredda per tenere sotto controllo i sottomarini sovietici). Dal momento che nemmeno tale rete riusciva a coprire totalmente le vastità oceaniche, con un controllo deficitario o inesistente su parte di queste, venne ordinata la costruzione di questi vascelli, simili a grossi rimorchiatori d'altura.

## Struttura
Essi hanno una struttura adatta per affrontare il mare grosso, un apparato propulsivo su quattro motori diesel in due assi, con due piccoli fumaioli appaiati, ciascuno con un tubo per lo sfogo dei gas. La loro pitturazione è bianca, e le immatricolazioni sono T-AGOS1-18. La dotazione caratteristica è quella di un sonar passivo (idrofono) rimorchiato di grandi dimensioni, il SURTASS (Surveillance Towed Array Sensor System), con una serie di sensori sistemati su un cavo da 1829 metri, collegato ad un grosso argano, come fosse una rete a strascico. I segnali acustici non vengono processati a bordo ma inviati ai comandi americani di base a terra tramite il canale satellitare.
La loro funzione di navi non combattenti è testimoniata sia dalle immatricolazioni, infatti portano la sigla USNS - United States Naval Service e non USS come prefisso, che dal fatto che su 30 uomini d'equipaggio vi sono 6 specialisti del SURTASS e il resto fa parte del comando trasporti dell'US Navy. La loro funzione è stata estremamente importante per sorvegliare gli oceani, specie ai tempi della Guerra fredda, quando i sottomarini nemici erano il principale motivo di preoccupazione della Nato, e continua ad esserlo ancora oggi.
| Nome della nave | Numero di scafo | Consegnata- Radiata | Destino | Collegamento                                                         |
| --------------- | --------------- | ------------------- | --- | -------------------------------------------------------------------- |
| Stalwart        | 1               | 1984–2002           | State University of New York Maritime College | NVR NavSource                                                        |
| Contender       | 2               | 1984–1992           | T/V Kings Pointer, ammiraglia e nave da addestramento della United States Merchant Marine Academy | NVR NavSource USMMA                                                  |
| Vindicator      | 3               | 1984–1993           | NOAA Hi'Ialakai (R-334) | NVR NavSource NOAA                                                   |
| Triumph         | 4               | 1985–1995           | Radiata, da essere utilizzata in supporto alle esercitazioni di tiro della flotta | NVR NavSource                                                        |
| Assurance       | 5               | 1985–1995           | Trasferita al Portogallo come ALM Gago Coutinho (A-523) | NVR NavSource                                                        |
| Persistent      | 6               | 1985–1995           | T/S State of Michigan, Great Lakes Maritime Academy, Traverse City, Michigan | NVR NavSource NMC                                                    |
| Indomitable     | 7               | 1985–2002           | NOAA McArthur II (R-330) | NVR NavSource NOAA                                                   |
| Prevail         | 8               | 1986-               | Riclassificata come nave miscellanea non classificata Prevail (IX-537) | NVR NavSource                                                        |
| Assertive       | 9               | 1986–2004           | Trasferita alla NOAA per essere convertita nell'anno 2007 e per rimpiazzare la NOAA David Starr Jordan. Danneggiata durante un incendio al molo NOAA a Seattle Washington nel luglio 2006, trasferita alla Seattle Maritime Academy. (R 444) in FY 2008 | NVR NavSource                                                        |
| Invincible      | 10              | 1987-               | Convertita come T-AGM 24, Missile Range Instrumentation Ship | NVR NavSource MSC Archiviato il 9 dicembre 2006 in Internet Archive. |
| Audacious       | 11              | 1989–1997           | Trasferita al Portogallo come ALM Dom Carlos I (A-522) | NVR NavSource                                                        |
| Bold            | 12              | 1989–2004           | EPA Bold (OSV-224) | NVR NavSource EPA                                                    |
| Adventurous     | 13              | 1988–1992           | NOAA Oscar Elton Sette (R-335) | NVR NavSource NOAA                                                   |
| Worthy          | 14              | 1988–1993           | Trasferita allo USGS, poi allo US Army. Convertita come Nave strumentazione per il rilevamento di missili al Ronald Reagan Ballistic Missile Defense Test Site sull'atollo di Kwajalein                                                                 | NVR NavSource KMRSS                                                  |
| Titan           | 15              | 1989–1993           | NOAA Ka'Imimoana (R-333) | NVR NavSource NOAA                                                   |
| Capable         | 16              | 1989–2004           | NOAA Okeanos Explorer (R-337) | NVR NavSource NOAA                                                   |
| Tenacious       | 17              | 1987–1997           | Trasferita alla Nuova Zelanda come HMNZS Resolution (A-14) | NVR NavSource                                                        |
| Relentless      | 18              | 1990–1993           | NOAA Gordon Gunter (R-336) | NVR NavSource NOAA                                                   |